# 한국행정학회
사단법인 한국행정학회(Korean Association for Public Administration, KAPA)는 행정의 원리를 연구조사하여 대한민국 행정발전에 기여함을 목적으로 1956년 10월 12일에 설립된 학술단체이다. 사무실은 서울특별시 종로구 새문안로5가길 28 광화문플래티넘 1305호에 있다. 행정관련 연구발표회 및 강연회 등을 개최하고 행정문제에 관한 정책연구 등을 활동하고 있다. 1967년에 창간된 공식 학술지 《한국행정학보》를 발간하고 있다.

## 주요 사업
- 행정관련 연구발표회 및 강연회 개최
- 학회지의 발간
- 행정문제에 관한 정책연구
- 행정학 교육프로그램연구
- 행정학관련 자료수집 및 편찬

## 조직

### 임원
- 회장
- 부회장
- 총무위원회
- 연구위원회
- 편집위원회
- 국제학술지 편집위원회
- 대외협력위원회
- 교육취업위원회
- 학술정보위원회
- 국제협력위원회
- 윤리위원회
- 학술상위원회
- 선거관리위원회
- 운영감사
- 특별위원회
  - 국정관리연구회
  - 협치특별위원회
  - 대한민국리더십대상 위원회
  - 지방자치특별위원회
  - 미래사회와 정부 특별위원회
  - 국민연금특별위원회
  - ODA특별위원회
  - 재난안전특별위원회
  - 청년특별위원회
  - 공공기관혁신특별위원회
  - 남북통합문화운영특별위원회
  - 행정학전자사전 특별위원회
- 연구포럼 기획단
  - 기후환경행정포럼
  - 예산재정포럼
  - 과학기술포럼
  - 국토교통포럼
  - 해수행정포럼
  - 교육행정포럼
  - 인사혁신포럼
  - 문화행정포럼
  - 6차혁명포럼
  - 산업자원행정포럼
  - 법무행정포럼
- 특임이사
- 운영이사

### 법인이사회
- 이사장
- 이사
- 감사

## 학술지
- 《한국행정학보》 - 1967년에 창간하여 매년 발행하고 있다.[1]